# Bazar de Isfahán

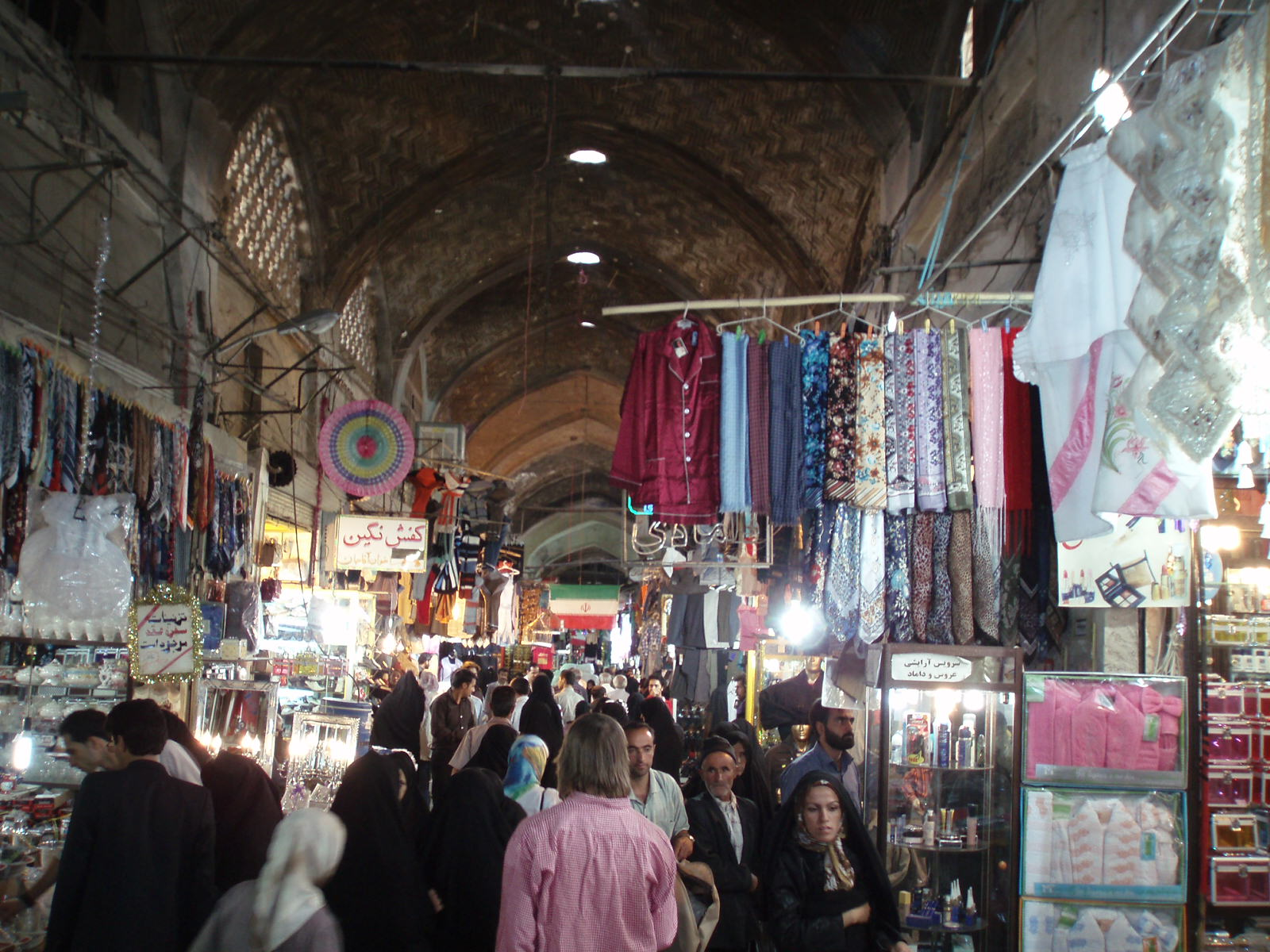
Interior del bazar de Isfahán'

El Bazar de Isfahán (en persa: بازار اصفهان, tr.: bāzār Esfahān) es un mercado histórico en Isfahán, Irán, uno de los bazares más grandes y antiguos en el Medio Oriente, que se remonta al siglo XVII. El bazar es una calle de dos kilómetros abovedada y que une la ciudad vieja con la nueva. 
El bazar de Isfahán se encuentra en el centro antiguo de Isfahán, Irán, en la sección norte de la plaza Naqsh-e Jahan. La entrada principal llamada Qeisarieh se puede recorrer a lo largo de la mezquita del Viernes Jameh, la mezquita más antigua de Isfahán, y una de las más antiguas de Irán. 